# Affinität (Mathematik)
In der Geometrie bezeichnet man als Affinität eine strukturerhaltende bijektive Abbildung eines affinen Raumes (häufig der Zeichenebene oder des dreidimensionalen Anschauungsraums) auf sich selbst. Der Begriff umfasst und verallgemeinert den Begriff der Ähnlichkeit, bei der zusätzlich die Verhältnisse beliebiger Streckenlängen und die Maße von Winkeln (→ siehe Winkeltreue) erhalten bleiben.
- Eine Affinität ist also eine affine Abbildung eines affinen Raumes in sich selbst, welche zugleich  eine Bijektion ist. Sie hat damit stets die Eigenschaft[1], dass

1. die Punkte und Geraden des Raumes auf Punkte bzw. Geraden unter Erhaltung der Kollinearität abgebildet werden: Punkte auf einer Geraden werden auf Punkte der zugehörigen  Bildgeraden abgebildet,
2. das Teilverhältnis von beliebigen drei Punkten auf einer beliebigen Geraden erhalten bleibt (Teilverhältnistreue) und
3. jedes Paar paralleler Geraden auf ein Paar paralleler Geraden abgebildet wird (Parallelentreue).[2]

- Jede Affinität ist eine Kollineation, hat also die erstgenannte Eigenschaft der Geradentreue.
- Im Euklidischen Raum verändert eine Affinität im Allgemeinen die Längen von Strecken und die Maße von Winkeln und damit auch  Flächen- und Rauminhalte. Affinitäten des Euklidischen Raumes, welche auch diese Größen unverändert lassen, also Isometrien sind, heißen Bewegungen.
- Ebenso werden durch eine Affinität eines Euklidischen Raumes im Allgemeinen die Verhältnisse von Strecken (Längenverhältnisse) verändert. Werden sie und damit auch Winkel zwischen Geraden dagegen nicht verändert, so nennt man eine solche Affinität Ähnlichkeit.

In der synthetischen Geometrie wird der Begriff Affinität für zweidimensionale affine Räume, also Ebenen verallgemeinert: Eine Kollineation auf einer affinen Ebene ist genau dann eine Affinität, wenn jede ihrer Einschränkungen auf eine Gerade durch eine Komposition von Parallelprojektionen dargestellt werden kann. Für desarguesche Ebenen ist diese Definition äquivalent zu der Definition „Eine Affinität ist eine teilverhältnistreue Kollineation.“, die in der analytischen Geometrie verwendet wird. Für mindestens dreidimensionale affine Räume erübrigt sich eine Verallgemeinerung, da diese stets desarguesch sind, eindimensionale Räume werden für sich genommen in der synthetischen Geometrie nicht betrachtet.

## Koordinatendarstellung
Man kann die Abbildungsvorschrift nach Wahl einer affinen Punktbasis für die Ortsvektoren {\displaystyle {\vec {x}};\;{\vec {x}}'} in der Form
{\displaystyle \alpha \colon {\vec {x}}'={A_{n}}\cdot {\vec {x}}+{\vec {t}}}
angeben. Der Vektor {\displaystyle {\vec {t}}} heißt Verschiebungsvektor, {\displaystyle A_{n}} ist eine quadratische {\displaystyle n\times n} Matrix, die sogenannte Abbildungsmatrix. Für ihre Determinante ist  stets {\displaystyle \det(A_{n})\neq 0}, d. h. die Abbildung ist bijektiv.
Hier wird der affine Raum als ein Vektorraum {\displaystyle V} über einem Körper {\displaystyle K} (in der Geometrie meist {\displaystyle K=\mathbb {R} }) aufgefasst. Die Punkte des affinen Raumes sind die Vektoren aus {\displaystyle V} (Ortsvektoren), und affine Unterräume sind die additiven Nebenklassen der linearen Unterräume dieses Vektorraums {\displaystyle V}. Von dem Vektorraum {\displaystyle V} wird dabei in der Geometrie stets und auch in der Linearen Algebra überwiegend vorausgesetzt, dass seine Dimension endlich ist.

## Klassifizierung von Affinitäten

### Radiale Affinitäten
Eine Affinität heißt radiale/zentrische Affinität, wenn sie genau einen Fixpunkt besitzt, dies ist äquivalent zu {\displaystyle \mathrm {rang} (A_{n}-E_{n})=n}.
(Der Rang {\displaystyle \mathrm {rang} (f)} wird in Rang erläutert.)

### Perspektive Affinitäten
Eine Affinität heißt perspektive Affinität, wenn sie genau eine Fixpunkthyperebene (das heißt eine ausschließlich aus Fixpunkten bestehende Hyperebene) besitzt, was äquivalent zu {\displaystyle \mathrm {rang} (A_{n}-E_{n})=\mathrm {rang} (A_{n}-E_{n}\mid {\vec {t}})=1} ist.
Eine perspektive Affinität heißt Parallelstreckung, wenn sie neben dem Eigenwert {\displaystyle \lambda _{1}=1} (das heißt einem Eigenwert von {\displaystyle A_{n}}) noch einen Eigenwert {\displaystyle \lambda _{2}\in K\setminus \lbrace 0,1\rbrace } besitzt.
Eine Parallelstreckung mit {\displaystyle \lambda _{2}=-1} heißt Affinspiegelung. Sie heißt Scherung, wenn sie nur den Eigenwert {\displaystyle \lambda _{1}=1} besitzt.
Eine perspektive Affinität besitzt ein Invariantes Rechtwinkelpaar.

### Homothetien
Eine Affinität mit
{\displaystyle A_{n}=k\cdot E_{n}} mit {\displaystyle k\in K\setminus \lbrace 0\rbrace } heißt Homothetie oder Dilatation.
Falls außerdem
- {\displaystyle k\in K\setminus \lbrace 0,1\rbrace }, heißt {\displaystyle \alpha } Zentralstreckung.
- {\displaystyle k=1}, heißt {\displaystyle \alpha } Verschiebung oder Translation
- {\displaystyle k=-1}, heißt {\displaystyle \alpha } Punktspiegelung.

### Unimodularität
Eine Affinität heißt unimodular, wenn {\displaystyle \det(A_{n})=\pm 1}.
Sie ist eigentlich unimodular, wenn {\displaystyle \det(A_{n})=1}.

### Inhaltstreue
Ist der zugrunde liegende Körper angeordnet, so ist eine Affinität inhaltstreu, wenn {\displaystyle \det(A_{n})=\pm 1}.
Sie ist gleichsinnig, wenn {\displaystyle \det(A_{n})>0}.

## Eigenschaften allgemeiner Affinitäten
Affinitäten besitzen eine Reihe von Eigenschaften, die bei Konstruktionen ausgenutzt werden können.

### Bijektivität
Eine Affinität ist sowohl injektiv als auch surjektiv, also bijektiv.

### Geradentreue
Das Bild einer Geraden unter einer Affinität ist wieder eine Gerade.

### Parallelentreue
Die Bilder paralleler Geraden unter einer Affinität sind wieder parallel.

### Teilverhältnistreue
Ist {\displaystyle T} ein Punkt der Strecke {\displaystyle [AB]} und sind {\displaystyle A',B',T'} die Bilder von {\displaystyle A,B} und {\displaystyle T} unter einer Affinität, so ist das Teilverhältnis von {\displaystyle (A';T';B')} gleich dem Teilverhältnis von {\displaystyle (A;T;B)}.
Speziell gilt: Ist {\displaystyle M} Mittelpunkt von {\displaystyle [AB]}, so ist der Bildpunkt von M unter einer Affinität der Mittelpunkt der Strecke {\displaystyle [A'B']}.

## Eigenschaften ebener perspektiver Affinitäten
Bei einer perspektiven Affinität in einem zweidimensionalen affinen Raum, der Ebene, ist die Fixpunkthyperebene eine Gerade, die auch als Achse der Affinität bezeichnet wird. Man spricht hier auch von Achsenaffinitäten.

### Geraden durch Punkt und Bildpunkt sind Fixgeraden
Eine Gerade {\displaystyle {\overline {PP'}}}, durch einen Punkt {\displaystyle P} und seinen Bildpunkt {\displaystyle P'} ist eine Fixgerade. Dies lässt sich mit Hilfe der Fixpunktgerade {\displaystyle a} der perspektiven Affinität zeigen:
- Wenn {\displaystyle {\overline {PP'}}} die Fixpunktgerade {\displaystyle a} in einem Punkt {\displaystyle P_{a}} schneidet, so ist das Bild von {\displaystyle {\overline {PP_{a}}}} aufgrund der Geradentreue die Gerade {\displaystyle {\overline {P_{a}P'}}}. Diese fällt aber mit {\displaystyle {\overline {PP'}}} zusammen.
- Wenn {\displaystyle {\overline {PP'}}} parallel zu {\displaystyle a} ist, dann ist das Bild von {\displaystyle {\overline {PP'}}} aufgrund der Parallelentreue eine Parallele zu {\displaystyle a} durch {\displaystyle P'}, da das Bild von {\displaystyle a} gleich {\displaystyle a} selbst ist. Diese Parallele fällt aber mit {\displaystyle {\overline {PP'}}} zusammen.

### Parallelen von Fixgeraden sind wieder Fixgeraden

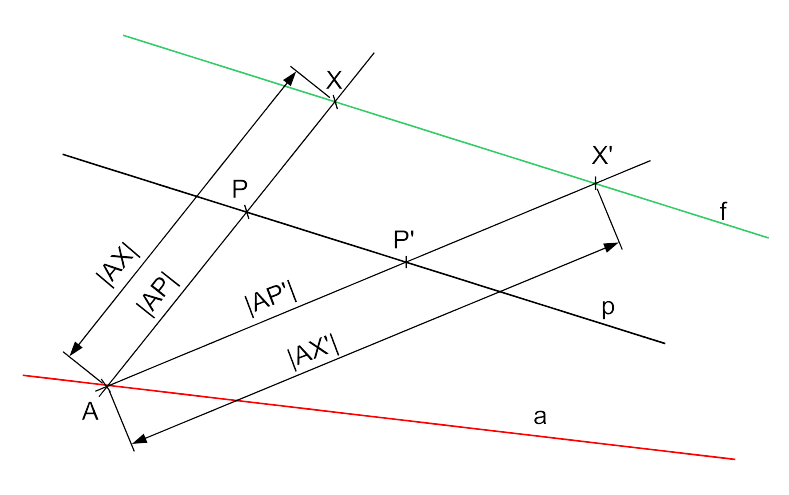
Parallelen von Fixgeraden sind wieder Fixgeraden

Das Bild {\displaystyle p'} einer Parallelen {\displaystyle p} zu einer Fixgeraden {\displaystyle f} ist selbst wieder eine Fixgerade. Die Aussage folgt aus der Parallelen- und Teilverhältnistreue:
- Da {\displaystyle f} und {\displaystyle p} parallel sind, muss auch {\displaystyle f=f'} und {\displaystyle p'} parallel sein. Aus der Transitivität der Parallelität folgt, dass dann auch {\displaystyle p} und {\displaystyle p'} parallel sein müssen.
- Wähle einen Punkt {\displaystyle A} auf der Affinitätsachse {\displaystyle a} und einen Punkt {\displaystyle X} auf {\displaystyle f}.
- Da {\displaystyle f} und {\displaystyle p} parallel sind, schneidet die Verbindungsgerade {\displaystyle {\overline {AX}}} auch {\displaystyle p} in einem Punkt {\displaystyle P}.
- Da {\displaystyle f} eine Fixgerade ist, liegt das Bild {\displaystyle X'} von {\displaystyle X} auf {\displaystyle f} und das Bild von {\displaystyle {\overline {AX}}} ist gleich {\displaystyle {\overline {AX'}}}.
- Über die Verhältnistreue folgt, dass {\displaystyle \left|AX\right|} zu {\displaystyle \left|AP\right|} wie {\displaystyle \left|AX'\right|} zu {\displaystyle \left|AP'\right|}.
- Mit der Umkehrung des ersten Strahlensatzes ergibt sich, dass dann {\displaystyle P'} auf einer Parallele zu {\displaystyle f} durch {\displaystyle P} (also auf {\displaystyle p}) liegen muss. Da {\displaystyle p} und {\displaystyle p'} parallel sind und den Punkt {\displaystyle P'} gemeinsam haben, müssen sie identisch sein.

## Konstruktionen

### Bildpunkt unter einer perspektiven Affinität

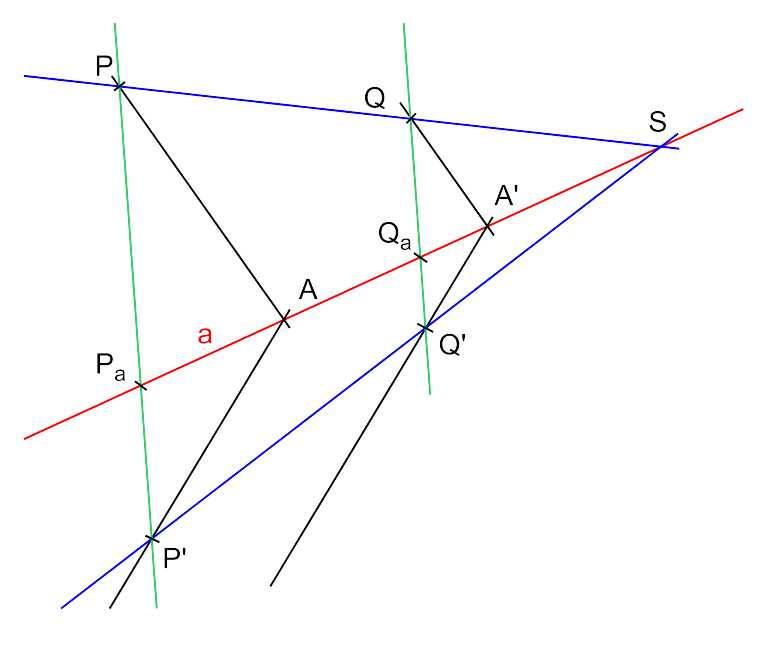
Konstruktion des Bildpunktes Q' von Q unter einer perspektiven Affinität.

Gegeben sei eine perspektive Affinität über ihre Fixpunktgerade {\displaystyle a} und das Punkt/Bildpunkt-Paar {\displaystyle P}, {\displaystyle P'}. Das Bild eines beliebigen Punktes {\displaystyle Q} lässt sich damit wie folgt konstruieren:
- Wähle einen beliebigen Punkt {\displaystyle A} auf der Fixpunktgeraden {\displaystyle a}.
- Zeichne die Verbindungsgerade {\displaystyle {\overline {PA}}}.
- Das Bild von {\displaystyle {\overline {PA}}} ist aufgrund der Geradentreue der Abbildung wieder eine Gerade. Das Bild von {\displaystyle A} ist {\displaystyle A} selbst, da {\displaystyle A} auf der Fixgeraden {\displaystyle a} liegt. Damit ist das Bild von {\displaystyle {\overline {PA}}} die Gerade {\displaystyle {\overline {AP'}}}.
- Zeichne eine Parallele zu {\displaystyle {\overline {PA}}} durch {\displaystyle Q}. Diese schneidet {\displaystyle a} in einem Punkt {\displaystyle A'}. Aufgrund der Parallelentreue der Abbildung ist das Bild von {\displaystyle {\overline {QA'}}} eine Parallele zu {\displaystyle {\overline {AP'}}} durch den Punkt {\displaystyle A'}. Der gesuchte Punkt {\displaystyle Q'} liegt auf dieser Parallelgeraden.
- Zeichne die Gerade {\displaystyle {\overline {PQ}}}. Sie schneidet {\displaystyle a} in einem Punkt {\displaystyle S} (ist das nicht der Fall, ist eine Sonderbehandlung notwendig). Das Bild dieser Geraden ist {\displaystyle {\overline {SP'}}}. Der gesuchte Punkt {\displaystyle Q'} liegt ebenfalls auf dieser Geraden und ist daher der Schnittpunkt von {\displaystyle {\overline {SP'}}} und der Parallele von {\displaystyle {\overline {AP'}}} durch {\displaystyle {\overline {A'}}}.

Eine andere Möglichkeit der Konstruktion spart den Hilfspunkt {\displaystyle A} ein und nutzt die Eigenschaft aus, dass Geraden durch Punkt und Bildpunkt Fixgeraden sind:
- Zeichne die Gerade {\displaystyle {\overline {PP'}}}. Da es sich um eine Gerade durch Punkt und Bildpunkt handelt, ist das Bild dieser Geraden die Gerade selbst.
- Zeichne eine Parallele {\displaystyle {\overline {QQ_{a}}}} zu {\displaystyle {\overline {PP'}}} durch {\displaystyle Q}. Sie schneidet die Fixgerade {\displaystyle a} in {\displaystyle Q_{a}}.
- Das Bild von {\displaystyle {\overline {QQ_{a}}}} ist {\displaystyle {\overline {QQ_{a}}}} selbst:
  - Geradentreue: Da {\displaystyle {\overline {QQ_{a}}}} parallel zu {\displaystyle {\overline {PP'}}}, verläuft das Bild von {\displaystyle {\overline {QQ_{a}}}} parallel zum Bild von {\displaystyle {\overline {PP'}}}.
  - {\displaystyle {\overline {PP'}}} ist eine Fixgerade: Das Bild von {\displaystyle {\overline {PP'}}} ist {\displaystyle {\overline {PP'}}} selbst. Daraus folgt, dass das Bild von {\displaystyle {\overline {QQ_{a}}}} parallel zu sich selbst ist.
  - Da der Punkt {\displaystyle Q_{a}} Teil der Fixpunktgeraden {\displaystyle a} ist, ist das Bild von {\displaystyle Q_{a}} gleich {\displaystyle Q_{a}} selbst.
  - Da das Bild von {\displaystyle {\overline {QQ_{a}}}} durch {\displaystyle Q_{a}} verläuft und parallel zu sich selbst ist, kann es nur {\displaystyle {\overline {QQ_{a}}}} selbst sein.
- Damit ist {\displaystyle Q'} Teil von {\displaystyle {\overline {QQ_{a}}}}.
- Mit der Überlegung der ersten Konstruktion liegt damit {\displaystyle Q'} auf dem Schnittpunkt von {\displaystyle {\overline {QQ_{a}}}} und {\displaystyle {\overline {SP'}}} (mit dem Schnittpunkt {\displaystyle S} von {\displaystyle {\overline {PQ}}} und {\displaystyle a}).

## Gruppenstruktur
Die Menge der Affinitäten über einem affinen Raum {\displaystyle A} bilden bezüglich der Hintereinanderausführung eine Gruppe. Ist dem affinen Raum {\displaystyle A} der {\displaystyle n}-dimensionale Vektorraum {\displaystyle V=K^{n}} zugeordnet, dann lässt sich diese Gruppe (hier abkürzend als {\displaystyle {\mathcal {A}}(K^{n})} geschrieben) in die Allgemeinen linearen Gruppen als Untergruppe einordnen.
Die Gruppe der Affinitäten ist auch eine Untergruppe der Gruppe der (ebenentreuen) Kollineationen.

### Gruppenoperationen
Durch die von einer Affinität geforderten Eigenschaften ergeben sich in natürlicher Weise verschiedene Gruppenoperationen:
- {\displaystyle {\mathcal {A}}(K^{n})} operiert als Abbildungsgruppe

1. auf der Punktmenge {\displaystyle A},
2. auf der Menge der affinen Teilräume von {\displaystyle A} einer festen Dimension {\displaystyle m} mit {\displaystyle 0\leq m\leq n},
3. auf Mengen von Richtungen im affinen Raum, zum Beispiel der Menge aller Scharen paralleler Geraden.

- Die Gruppe {\displaystyle {\mathcal {A}}(K^{n})} operiert scharf einfach transitiv auf der Menge der affinen Punktbasen des affinen Raums {\displaystyle A}. Das bedeutet hier: Gibt man {\displaystyle n+1} Punkte in allgemeiner Lage (so, dass die Verbindungsvektoren des ersten Punktes mit den übrigen {\displaystyle n} Punkten linear unabhängig sind) vor, dann gibt es genau eine Affinität, bei der die Standardbasis auf diese Punkte (in der vorgegebenen Reihenfolge) abgebildet wird. Daraus ergibt sich eine einfache Möglichkeit, die Anzahl der Elemente von  {\displaystyle {\mathcal {A}}(K^{n})} zu berechnen, wenn {\displaystyle K} ein endlicher Körper ist.

### Gruppenstruktur
Die Gruppe {\displaystyle {\mathcal {A}}(K^{n})}
1. ist für {\displaystyle n>1} stets nichtkommutativ,
2. enthält die allgemeine lineare Gruppe {\displaystyle \mathrm {GL} (n,K)} als Untergruppe – die Affinitäten, bei denen der fest gewählte Ursprung {\displaystyle O} Fixpunkt ist, deren Translationsanteil oder Verschiebungsvektor also der Nullvektor ist,
3. kann als Untergruppe der allgemeinen linearen Gruppe {\displaystyle \mathrm {GL} (n+1,K)} aufgefasst werden,
4. kann als Untergruppe der Projektiven linearen Gruppe {\displaystyle \mathrm {PGL} (n,K)} aufgefasst werden – hier gehören jene Projektivitäten zu {\displaystyle {\mathcal {A}}(K^{n})}, die eine feste Hyperebene des projektiven Raumes, die Fernhyperebene als Fixhyperebene auf sich selbst abbilden,
5. enthält die kommutative Untergruppe der Translationen (reine Verschiebungen, deren Abbildungsmatrix {\displaystyle A_{n}} die Einheitsmatrix ist) {\displaystyle {\mathcal {T}}(K^{n})} als Normalteiler,
6. ist inneres semidirektes Produkt von {\displaystyle {\mathcal {T}}(K^{n})} und {\displaystyle \mathrm {GL} (n,K)}.
7. Der Normalteiler {\displaystyle {\mathcal {T}}(K^{n})} der Translationen ist isomorph zur additiven Gruppe {\displaystyle (K^{n},+)} des zugrundeliegenden Vektorraums.
8. {\displaystyle {\mathcal {T}}(K^{n})} operiert durch Konjugation scharf einfach transitiv auf der Menge von Untergruppen {\displaystyle \lbrace A_{Z}<{\mathcal {A}}(K^{n}):Z\in A\left(\forall \alpha \in A_{Z}:\;\alpha (Z)=Z\right)\rbrace }. Dabei ist  {\displaystyle A_{Z}} diejenige Untergruppe von {\displaystyle {\mathcal {A}}(K^{n})}, die einen bestimmten Punkt {\displaystyle Z} des affinen Raumes auf sich abbildet. Jede dieser Untergruppen ist zu {\displaystyle \mathrm {GL} (n,K)} isomorph.

### Gruppenordnung
Ist der Körper {\displaystyle K} ein endlicher Körper mit {\displaystyle q} Elementen, dann ist die Gruppe der Affinitäten {\displaystyle {\mathcal {A}}(K^{n})} endlich und ihre Ordnung ist
{\displaystyle \left|{\mathcal {A}}(K^{n})\right|=q^{n}\cdot \prod _{i=0}^{n-1}\left(q^{n}-q^{i}\right)=q^{n}\cdot \left(q^{n}-1\right)\cdot \left(q^{n}-q\right)\cdot \left(q^{n}-q^{2}\right)\cdots \left(q^{n}-q^{n-1}\right)}.
Dabei ist der Faktor {\displaystyle q^{n}} die Ordnung der Translationsgruppe {\displaystyle {\mathcal {T}}(K^{n})\cong (K^{n},+)}, er ist zugleich der Index {\displaystyle \left[{\mathcal {A}}(K^{n}):A_{O}\right]=q^{n}} der Untergruppe {\displaystyle A_{O}\cong \mathrm {GL} (n,k)}, die den Ursprung auf sich abbildet. Die Ordnung dieser Untergruppe liefert die übrigen Faktoren (→siehe Allgemeine lineare Gruppe#Über endlichen Körpern).